# Rathaus (Bodenheim)

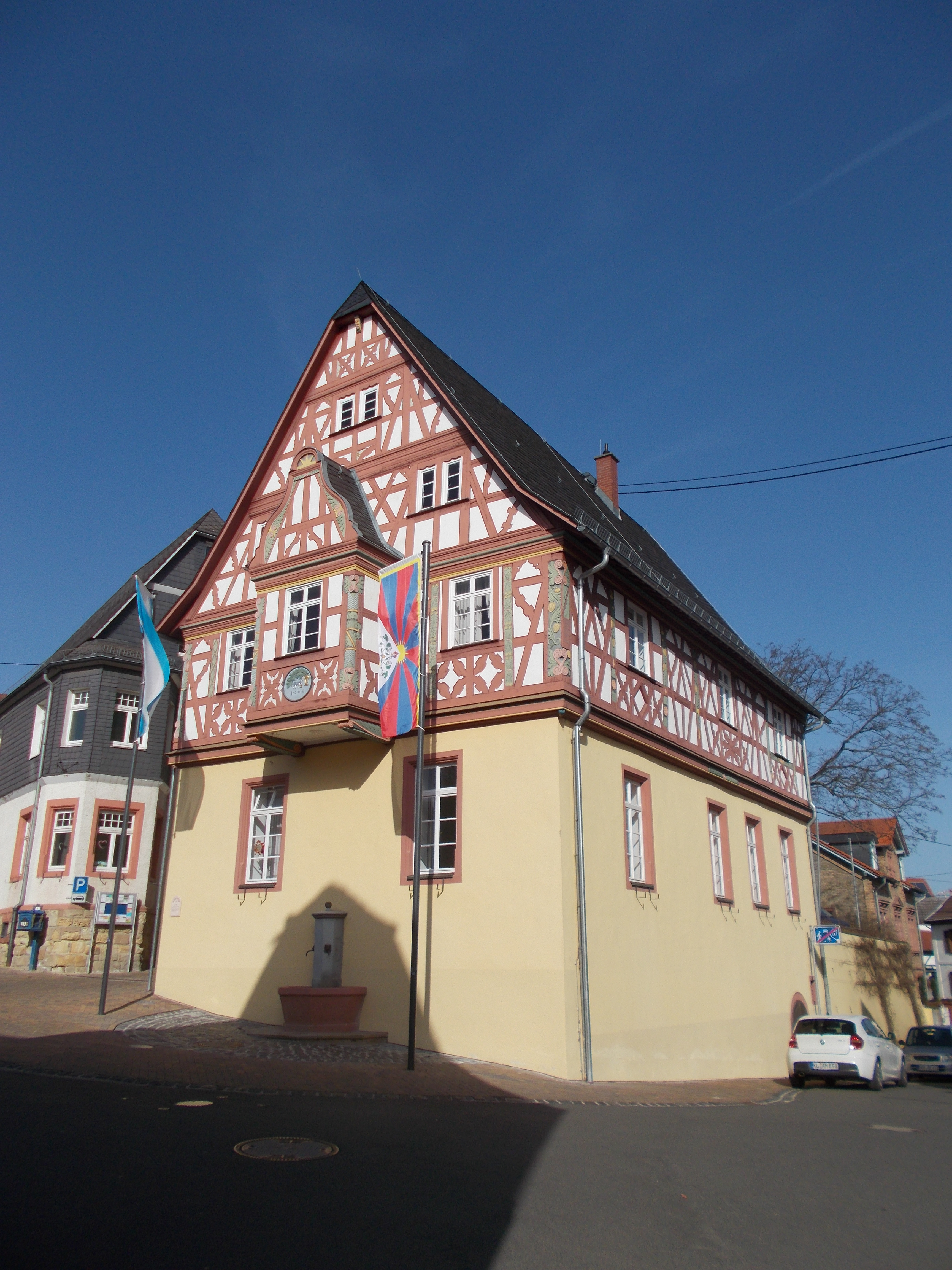
Das Rathaus von Bodenheim

Das Rathaus von Bodenheim im Landkreis Mainz-Bingen in Rheinland-Pfalz stammt von 1608 und gilt als eines der schönsten Fachwerkhäuser in Rheinhessen. Es ist ein typisches Beispiel für die fränkisch-hessische Fachwerkbauweise der Renaissance um 1600.

## Geschichte
Das Bauwerk wurde ab 1608 ursprünglich als neues Gerichtsgebäude vom Mainzer Ritterstift Sankt Alban errichtet. Bereits in den ersten Jahren nach der Erbauung wurden hier ab 1612 Hexenprozesse abgehalten, denen mindestens 27 Bürgerinnen und Bürger zum Opfer fielen. Ein Gewölbe unter der Nordhälfte des Gebäudes wird noch heute als „Hexenkeller“ bezeichnet.
Im Laufe der Jahrhunderte wurden an dem Bauwerk zahlreiche Umbauten vorgenommen. So war das heute massive Erdgeschoss ursprünglich eine offene Halle mit Rundbogenöffnungen, die später zugemauert wurden. Die teilweise gestörte Fachwerkstruktur über dem Eingang deutet darauf hin, dass hier früher eine Außentreppe zum Obergeschoss führte. Das Gebäude wurde zuletzt 2008 renoviert. Heute steht es unter Denkmalschutz und beherbergt die Gemeindeverwaltung von Bodenheim inklusive Sitz des Ortsbürgermeisters.

## Aussehen

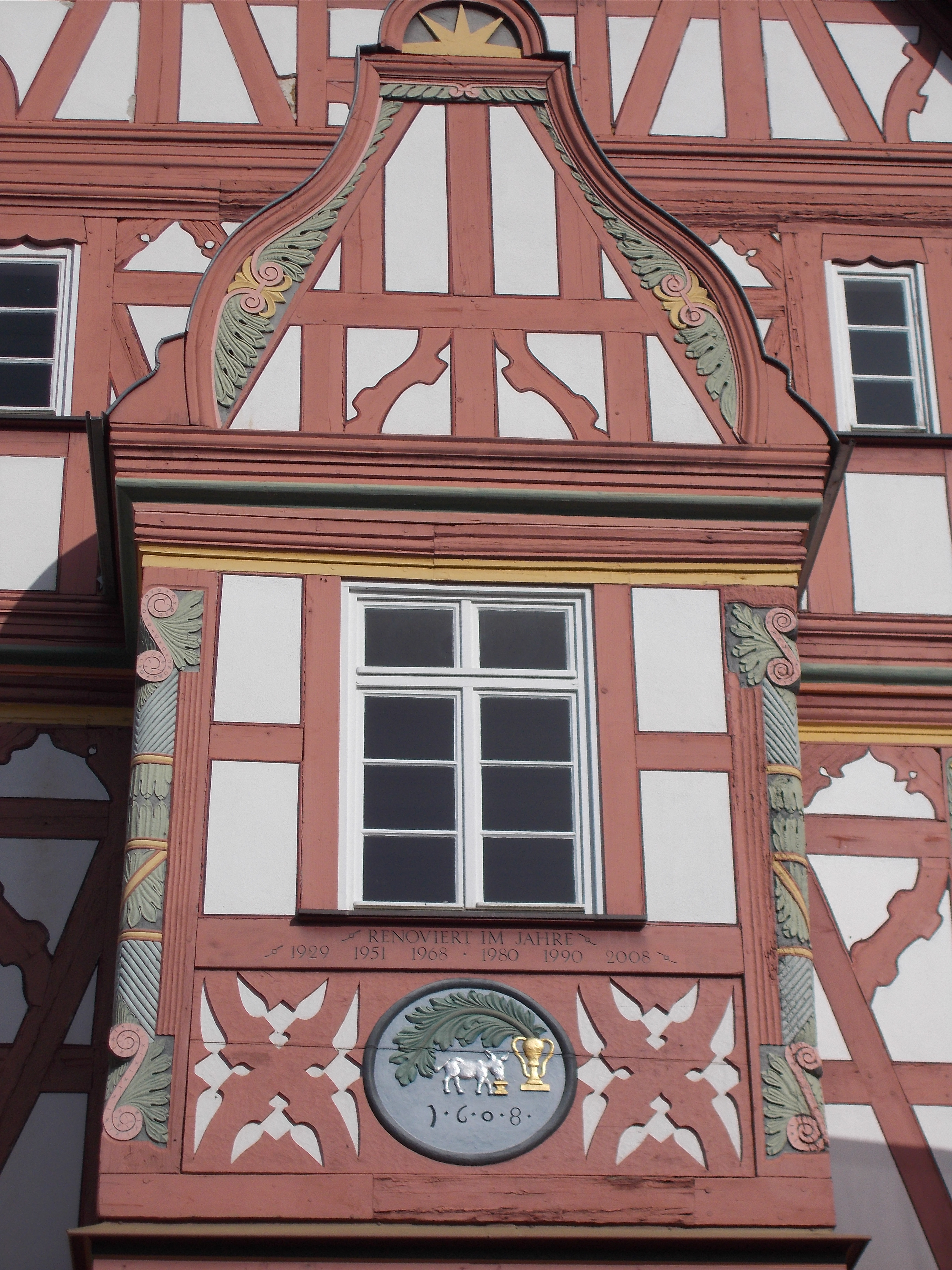
Der Erker am Rathaus

Das Rathaus von Bodenheim hat zwei Geschosse. Es besteht aus einem Erdgeschoss aus Sandstein und einem Obergeschoss aus reich verziertem Fachwerk.
So befinden sich auf der Südseite in der Mitte der Giebelfront ein Erker, der mit Blattwerkschnitzereien aus stilisiertem Weinlaub und -trauben und dem Bodenheimer Wappen verziert ist. Auch die Eckpfosten und andere Balken des Fachwerks sind mit Blattwerk, Fratzen und Zierleisten geschmückt. Auf der Nordseite des Gebäudes befindet sich ein Holzkopf mit herausgestreckter Zunge. An einem Fensterbalken sind die Namen des Schultheiß und der Schöffen des Erbauungsjahres zu erkennen. Auch im Inneren ist das Rathaus durch ausgezeichnete Stuckarbeiten verziert.
Abgeschlossen wird das Gebäude von einem Satteldach. An der Südseite des Rathauses unterhalb des Erkers befindet sich ein Laufbrunnen aus dem 19. Jahrhundert.